# Gitanas Nausėda
Gitanas Nausėda (sinh ngày 19 tháng 5 năm 1964) là nhà kinh tế học, nhân viên ngân hàng và chính khách người Litva. Trước đây, ông từng làm Giám đốc Chính sách tiền tệ tại Ngân hàng Litva từ năm 1996 đến năm 2000 và nhà kinh tế trưởng cho chủ tịch ngân hàng SEB từ năm 2008 đến năm 2018. Hiện tại, ông đang giữ chức vụ làm tổng thống Litva kể từ ngày 12 tháng 7 năm 2019. Năm 2024, ông tái đắc cử chức vụ tổng thống.